# Les Nouvelles Aventures de Batman (série télévisée d'animation)
Les Nouvelles Aventures de Batman (The New Adventures of Batman) est une série télévisée d'animation américaine en seize épisodes de 25 minutes produite par Filmation et diffusée du 10 février au 26 mai 1977 sur le réseau CBS.
En France, la série a été diffusée à partir du 21 décembre 2009 sur Orange Ciné Happy. Elle reste inédite dans les autres pays francophones.

## Synopsis
Les aventures de Batman et Robin, assistés de Bat-Mite et Batgirl, dans la ville de Gotham City, contraints d'affronter des super vilains excentriques tels que le Joker, le Pingouin ou Catwoman.

## Distribution

### Voix originales
- Adam West : Bruce Wayne / Batman
- Burt Ward : Dick Grayson / Robin
- Melendy Britt : Barbara Gordon / Batgirl / Selina Kyle / Catwoman
- Lou Scheimer : Bat Mite / Matt Hagen / Gueule d'Argile
- Lennie Weirib : Commissaire Gordon / Le Joker / Le Pingouin / Mister Freeze / Electro / Chameleon / Zarbor / Gueule d'Argile / Moonman / Scott Rogers / Professeur Bubbles

### Voix françaises
- Patrick Guillemin : Bruce Wayne / Batman
- Jérôme Berthoud : Dick Grayson / Robin
- Daniel Lafourcade : Bat-Mite
- Claude Joseph : Commissaire Gordon / Narrateur (épisodes 1 et 2)
- Véronique Soufflet : Barbara Gordon / Batgirl
- Jean-Pierre Moulin : Le Joker
- Véronique Augereau : Selina Kyle / Catwoman
- Claude Nicot : Le Pingouin (1re voix)
- Jean-Claude Sachot : Bat-Ordinateur (1re voix) / Clayface
- Hervé Caradec : Le Pingouin (2e voix) / Bat-Ordinateur (2e voix) / Zarbor / Narrateur (épisodes 6, 7, 8 et 13)
- Jacques Frantz : Mr. Freeze
- Pierre Baton : Dr Julius Erwin / Pr Norkwist
- Philippe Peythieu : le Caméléon / Kit Martin
- Gilbert Lévy : Pr Bubbles
- Antoine Marin : Chicot
- Serge Faliu : Scott Rogers
- Vincent Grass : Boyd Baxter
- Jean-Paul Richepin : l'Homme-Lunaire / Électron
- Jean-Jacques Nervest : Opérateur CB (épisode 5)
- Nathalie Spitzer : Élèves du Pingouin (épisode 8)
- Régine Teyssot : un garçon (épisode 10)

## Épisodes
1. La Peste (The Pest)
2. L'Homme Lunaire (The Moonman)
3. Catwoman sort ses griffes (Trouble Identity)
4. Gare aux caries (A Sweet Joke on Gotham City)
5. Le Rectangle des Bermudes (The Bermuda Rectangle)
6. Mini-Bat (Bite-Sized)
7. L'École du crime (Reading, Writing and Wronging)
8. Le Caméléon (The Chameleon)
9. Rira bien qui rira le dernier (Who Laughs Last)
10. Le Grand Frisson (The Deep Freeze)
11. Le Portrait Craché (Dead Ringers)
12. Bat-Mite flaire l'or noir (Curses ! Oil Again)
13. Quand de drôles d'oiseaux se volent dans les plumes (Birds of a Feather Fool Around Together)
14. La Bande des 4 - 1re partie (Have an Evil Day - Part 1)
15. La Bande des 4 - 2e partie (Have an Evil Day - Part 2)
16. Le Bon et Le Mauvais (This Looks Like a Job for Bat-Mite!)

## DVD
- États-Unis :

La série est sortie en coffret 2 DVD le 26 juin 2007 chez Warner Bros Home Vidéo uniquement en anglais avec sous-titres anglais. En supplément, des commentaires audio ainsi qu'un documentaire intitulé Dark Versus Light.